# Johan Fredrik Jahn
Johan Fredrik Jahn (tyska Johann Friedrich Jahn), född 1717, död 1790, var en tysk musiker och dirigent som efter att ha varit militärmusiker verkade i Åbo.
Johan Fredrik Jahn spelade under det Pommerska kriget i det Spenska regementet i Stralsund. Redan år 1759 fick han i uppdrag av överstelöjtnant Carl Christian Gyldenär att för Österbottens infanteriregementes räkning grunda en musikkår med sex musiker. Det råder delade meningar om Jahns egen anställning men senast 1764, då han redan en tid hade varit i Finland, anställdes han vid Österbottens regemente som förare med bostället Kannasto i Orismala by i Storkyro. I praktiken verkade han dock som regementets kapellmästare. Hans eget instrument var oboe.
I Åbo hade Carl Petter Lenning varit stadsmusikant sedan 1747 men på grund av missnöjet med honom valde staden Johan Fredrik Jahn till ny stadsmusikant år 1772, då Jahn också lämnade sin militära anställning. Lenning fortsatte som organist i domkyrkan och ledare för det Akademiska kapellet. Till stadsmusikantens uppgifter hörde att leda musiken vid stadens festligheter och han hade också monopol på privatspelningar i staden såsom på bröllop och liknande. Jahn hade gjort sig omtyckt tidigare, bland annat genom att 1772  leda musiken vid den akademiska promotionen. Sitt första viktiga uppdrag hade han då han ledde musicerandet vid julfredens utlysande samma år.
Lönen för tjänsten var beroende av hur många uppdrag som fanns att få. Hans supportrar hade planerat att han också skulle få tjänsten som musikdirektör vid Akademien men Lenning fick fortsätta som sådan. I stället ordnades saken så att man år 1773 inom Aurorasällskapet skapade en ny musikidkande medlemsklass som var befriad från medlemsavgift. Musiken där leddes av Jahn. Så kom det sig att den första offentliga konserten i Finland gavs den 19 augusti 1773 av Aurorasällskapets orkester under Jahns ledning. Auroraorkestern hade förstärkts med blåsarna i Änkedrottningens livregemente. Konserten ordnades i Aurorasällskapets utrymmen i Baërska huset och den betalande publiken bjöds på mat, dryck, skålar och dans. Konserten fick en efterföljare följande år men sedan upphörde arrangemanget. 
Kung Gustav III besökte Åbo i maj och juni 1775. För den musik som behövdes anlitades Jahn som med elva musikanter och fyra militära blåsare skulle sköta detta. Man har uppskattat att det kunde finnas upp till trettio musiker i orkestern när så behövdes. Man vet att Jahn på äldre dagar själv spelade i orkestern och att han tog emot elever i altfiolspelning.
Johan Fredrik Jahns första hustru Beata Maria Auken avled 1775 i Åbo 55 år gammal. Hon var mor till hans sex barn av vilka de två sönerna var utövande musiker och spelade oboe. Jahns andra hustru som han gifte sig med samma år var madame Maria Glansk. Hon var född 1729 och överlevde honom. Jahn själv avled i slag år 1790 i S:t Karins.

### Webbkällor
- Andersson, O: Musikaliska sällskapet i Åbo 1790-1808, Svenska Litteratursällskapet i Finland CCLXXXIII 1940, Helsingfors, s. 12, 18, 21-22, 32-33, 36, 67, 70
- Tillman-Leino, Maarit, Musikanttien-jälkikasvua-Benvikiin (Musikanternas efterlevande på Benvik), (29.11.2018)